# Курашкув (Лодзинське воєводство)
Курашкув (пол. Kuraszków) — село в Польщі, у гміні Білачув Опочинського повіту Лодзинського воєводства.
Населення — 175 осіб (2011).
У 1975-1998 роках село належало до Пйотрковського воєводства.

## Демографія
Демографічна структура станом на 31 березня 2011 року:
|          | Загалом | Допрацездатний вік | Працездатний вік | Постпрацездатний вік |
| -------- | ------- | ------------------ | ---------------- | -------------------- |
| Чоловіки | 83      | 11                 | 51               | 21                   |
| Жінки    | 92      | 21                 | 31               | 40                   |
| Разом    | 175     | 32                 | 82               | 61                   |